# Stapleford (Wiltshire)
Pour les articles homonymes, voir Stapleford.
Stapleford est une paroisse civile et un village du Wiltshire, en Angleterre.